# Nadledvina

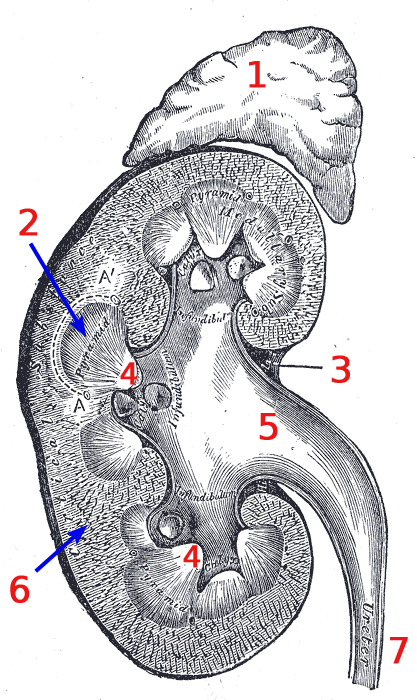
Lidská ledvina s nadledvinou uvedenou pod číslem jedna

Nadledviny (dříve se také uvádělo ledvinky nebo nadledvinky, latinsky: glandulae suprarenales) jsou párové endokrinní žlázy obratlovců, přiložené k ledvinám. Místo na ledvině, ke kterému je nadledvina přiložena, se mění v závislosti na evoluční vyspělosti organismu.

## Struktura nadledvin
Nadledviny prošly podobným vývojem jako ledviny, a proto jsou také složeny z kůry a dřeně. U primitivních obratlovců (např. paryb) jsou kůra a dřeň odděleny, u ryb kůra chybí.

### Kůra
Kůra (cortex) je mezodermálního původu a její činnost je řízena hypofýzou (hormonem kortikotropinem). Produkuje pohlavní hormony a kortikosteroidy:
1. aldosteron – mineralokortikoid, který reguluje hospodaření s Na+, konkrétně zvyšuje resorpci sodíku v distálním tubulu ve sběracích kanálcích
2. kortizol – glukokortikoid, který připravuje organismus na zátěž, zvyšuje hladinu glukózy v krvi a má protizánětlivý účinek. Při přebytku kortizolu nastává Cushingův syndrom (tloustnutí obličeje a břicha, hypertenze), naopak při jeho nedostatku může dojít k hypotenzi či zbarvení kůže.

### Dřeň
Dřeň (medulla) vzniká z buněk neurální lišty – je tudíž původu ektodermálního – a její činnost je řízena nervově (sympatikem). Produkuje stresové hormony:
1. adrenalin – připravuje na zátěž, zvyšuje srdeční frekvenci, systolický tlak, staživost, vazodilataci ve svalech, vazokonstrikci v kůži, uvolňuje svaly dýchací soustavy, zvyšuje hladinu krevní glukózy
2. noradrenalin – vazokonstrikce, zvýšení diastolického tlaku; je mediátorem (neurotransmiterem) sympatiku